# 松田悠介 (WeCapital)
松田 悠介（まつだ ゆうすけ）は、日本の実業家。株式投資型クラウドファンディングサービス「FUNDINNO」の運営会社の元取締役。投資・配当型クラウドファンディング「ヤマワケ」の創業者。

## 人物
投資・配当型クラウドファンディング「ヤマワケ」を運営するWeCapital株式会社の創業者。以前にはプラットフォーム事業である「FUNDINNO」の創業に携わる。日本におけるフィンテックの先駆者。「投資・調達をカジュアルに」を掲げ、日本での金融の民主化や、従来型金融の改革を訴え、人、モノ、事（ビジネス）の証券化を目指す新しい投資サービスを提供する。

### クラウドファンディングサービスの構想
2014年に改正された金融商品取引法(金商法)が施行され電子的に未上場株の募集取扱が解禁されたことに伴い翌2015年にはライセンスを取得し、第一種金融商品取引業での業務を行う。さらに、第二種金融商品取引業でも電子募集が解禁されたことで、現在、金融商品の電子取引事業を展開する日本のベンチャー企業であるWeCapitalが運営を目指すクラウドファンディングのサービス「ヤマワケ」を構想することとなった。「ヤマワケ」は、投資・配当型クラウドファンディングという新しい仕組みを通して、挑戦したい事業者と応援したい投資者をマッチングさせるサービスである。松田は日本においてFinTech(フィンテック)と言われる金融と情報技術を結びつけた業界が根付いておらず、モノはEC(電子商取引)で買うが金融商品をECで買うような環境の実現が遅れていると考え、その点に着目。投資と資金調達を日本で浸透させ、金融商品をECで買える環境、あらゆるものを証券化することで、ビジネスの挑戦者と応援者が出会え、支え合える市場の構築、そうした世界観の実現を目指し、2022年代表取締役に就任した。
2023年9月にWeCapitalの子会社のヤマワケエステート株式会社が、不動産クラウドファンディングプラットフォーム「ヤマワケエステート」を開始。わずか3か月でファンド総額は27億円を超え、応募総額も67億円を超えた。2023年12月時点で案件数は16号案件までリリースし、その後は週2本のペースで新規案件のリリースを続けている。想定利回りが年8％を上回るが、これは松田自身が投資したい商品かどうかを判断基準に8％以上を設定したことに基づく。不動産物件には、開発業者と投資家の間に、開発費や販管費などに関する情報の非対称性、情報量の格差があるが松田は、この非対称性の解消に努め、投資家がより多くの情報を享受できるように工夫したが、これを松田自身は『投資の民主化』と考えている。例を挙げ、自分がよく通う飲食店を投資商品とすることで利回りが付けば、地域住民は投資しやすくなる。互助的に出資し、生産力を上げることで利回りが出る、と説明している。
代表就任後、投資・配当型クラウドファンディングの運営において、投資対象を不動産、太陽光発電、貴金属、車両、イベント、調剤薬局、大型リゾート、店舗、ビジネス等、特定のテーマに限定することなく幅広い分野に広げ、投資家が自身の投資スタイルや興味にフォーカスしての選択を可能とした。商品から得られる利益を、配当で還元される「インカム型」、値上がり益を得られる「キャピタル型」、またその両方から出資額に応じた利益を得られる「ハイブリッド型」の3つを構想。
「ヒト」への投資を視野に入れ、例えば億円単位の先行投資を伴うアイドルユニットを売り出すため、先行投資費用をファンド化することで、アイドルユニットの版権や、ライブイベントの入場料収入や放映権収入、CM出演料などの収益を3-10年間にわたり受領するといったスキームを構築。松田は2023年12月には、中期計画は「ヒト、モノ、コトのあらゆるものを証券化して、スマホで購入できる金融商品のAmazonのような世界をつくること」と発言している。
不動産クラウドファンディング「ヤマワケエステート」は2023年9月にサービスを開始。1年で会員数22,000人超えを達成。2024年8月末までの11か月間で案件数は108件。償還数は14件。調達金額総額は230億円を達成した。

### アジア圏への進出
2024年には、日本・韓国をはじめ、アジア圏での新規案件創出を目指すべく、一般社団法人 global construction union及び、 Knight Frankグループ「Knight Frank Korea」と資本業務提携を行った、。中期計画では「ヒト、モノ、コトのあらゆるものを証券化して、スマホで購入できる金融商品のAmazonのような世界をつくること」を掲げ、特産品や遊休不動産など地元の資産までをも証券化することで、地方経済にキャッシュを呼び込む構想を持つ。

## 経歴
2015年
- 改正された金融商品取引法(金商法)が施行され電子的に未上場株の募集取扱が解禁されたことに伴いライセンスを取得し、第一種金融商品取引業での業務を行う[2]。

2022年
- WeCapital株式会社代表取締役に就任[2]。

2024年
- 10月11日、WeCapitalのREVOLUTIONの子会社化を実現させ、互いに補完し合う体制を整備[16][17]。
- 11月7日、LINECUBE SHIBUYAにて開催されたソーシャル&カルチャーデザインの祭典「SOCIAL INNOVATION WEEK 2024」のコンテンツのひとつであるSIW CONNECT【NEXT INNOVATOR’S CONFERENCE】未来の創造者たちによる無差別級ビジネスカンファレンスに登壇[1]。
- 11月30日、WeCapitalグループがお金のEXPO2024[18]に出展[19]。